# بيتر هولودا
بيتر هولودا (بالمجرية: Holoda Péter)‏ (مواليد 9 يناير 1996) هو سبّاح مجري، مثّل بلاده في الألعاب الأولمبية الصيفية 2016.

## روابط خارجية
بيتر هولودا على موقع الاتحاد الدولي للسباحة (الإنجليزية)
- بيتر هولودا على موقع SwimRankings.net (الإنجليزية)
- بيتر هولودا على موقع اللجنة الأولمبية الدولية (الإنجليزية)
- بيتر هولودا على موقع أوليمبيديا (الإنجليزية)
- بيتر هولودا على موقع اللجنة الأولمبية المجرية (الهنغارية)
- بيتر هولودا على موقع الجمعية الدولية للألعاب العالمية (الإنجليزية)